# Islote Gayón
Islote Gayón es el nombre que recibe un islote del país centroamericano de Guatemala, en las coordenadas geográficas 13°55′44″N 90°43′20″O / 13.92889, -90.72222 cerca del océano Pacífico en un brazo del río María Linda. Administrativamente depende del departamento de Escuintla al sur del territorio guatemalteco. Se localiza 164 kilómetros al sur del centro geográfico aproximado de Guatemala, y a 80 kilómetros de la capital la Ciudad de Guatemala.